# Флаги Санкт-Петербурга
Флаги муниципальных образований города Санкт-Петербурга Российской Федерации.
На 1 января 2020 года в Санкт-Петербурге насчитывалось 111 муниципальных образований.

## Действующие флаги
| Флаг       | Наименование                                                               | Дата утверждения             | Номер в ГГР |
| ---------- | -------------------------------------------------------------------------- | ---------------------------- | ----------- |
| №          |                                                                            |                              |             |
|            | Флаг муниципального образования муниципальный округ № 7                    | 31 мая 2007                  | 3368        |
|            | Флаг муниципального образования муниципальный округ № 15                   | 16 ноября 2018               | 12036       |
| нет данных | Флаг муниципального образования муниципальный округ № 21                   |                              |             |
| нет данных | Флаг муниципального образования муниципальный округ № 54                   |                              |             |
| нет данных | Флаг муниципального образования муниципальный округ № 65                   |                              |             |
| нет данных | Флаг муниципального образования муниципальный округ № 72                   |                              |             |
|            | Флаг муниципального образования муниципальный округ № 75                   | 27 ноября 2007               | 3998        |
|            | Флаг муниципального образования муниципальный округ № 78                   | 10 декабря 2012              | 8055        |
| А—В        |                                                                            |                              |             |
|            | Флаг муниципального образования муниципальный округ Автово                 | 11 ноября 2004               |             |
|            | Флаг муниципального образования муниципальный округ Адмиралтейский округ   | 23 декабря 2005              | 2113        |
|            | Флаг муниципального образования муниципальный округ Академическое          | 12 сентября 2006             | 2456        |
|            | Флаг муниципального образования посёлок Александровская                    | 16 сентября 2010             | 6310        |
|            | Флаг муниципального образования муниципальный округ Аптекарский остров     | 6 ноября 2009                | 5655        |
|            | Флаг муниципального образования муниципальный округ Балканский             | 21 сентября 2006             | 2458        |
|            | Флаг муниципального образования посёлок Белоостров                         | 10 ноября 2006               | 2462        |
|            | Флаг муниципального образования муниципальный округ Большая Охта           | 27 апреля 2017               | 11494       |
|            | Флаг муниципального образования муниципальный округ Васильевский           | 17 октября 2013              | 8826        |
|            | Флаг муниципального образования муниципальный округ Введенский             | 11 октября 2007              | 3506        |
|            | Флаг муниципального образования муниципальный округ Владимирский округ     | 23 мая 2012                  | 7704        |
|            | Флаг муниципального образования муниципальный округ Волковское             | 1 февраля 2007               | 2811        |
| Г—И        |                                                                            |                              |             |
|            | Флаг муниципального образования муниципальный округ Гавань                 | 5 апреля 2007                | 3274        |
|            | Флаг муниципального образования муниципальный округ Гагаринское            | 25 января 2007               | 2813        |
|            | Флаг муниципального образования муниципальный округ Георгиевский           | 23 июня 2009                 | 5102        |
|            | Флаг муниципального образования муниципальный округ Горелово               | 21 мая 2008 15 мая 2018      | 4032        |
|            | Флаг муниципального образования муниципальный округ Гражданка              | 20 июля 2005                 | 1979        |
|            | Флаг муниципального образования муниципальный округ Дачное                 | 28 января 2009               | 4659        |
|            | Флаг муниципального образования муниципальный округ Дворцовый округ        | 15 мая 2012                  | 7706        |
|            | Флаг муниципального образования муниципальный округ Екатерингофский        | 4 декабря 2015               | 11676       |
|            | Флаг муниципального образования муниципальный округ Звёздное               | 10 сентября 2009             | 5663        |
|            | Флаг муниципального образования город Зеленогорск                          | 11 июля 2000                 | 6809        |
|            | Флаг муниципального образования муниципальный округ Ивановский             | 16 декабря 2015              | 10671       |
| нет данных | Флаг муниципального образования муниципальный округ Измайловское           |                              |             |
| К          |                                                                            |                              |             |
|            | Флаг муниципального образования муниципальный округ Княжево                | 11 сентября 2015             | 10673       |
| нет данных | Флаг муниципального образования муниципальный округ Коломна                |                              |             |
|            | Флаг муниципального образования муниципальный округ Коломяги               | 14 мая 2008 26 сентября 2018 | 4029        |
|            | Флаг муниципального образования город Колпино                              | 24 июня 1999                 | 598         |
|            | Флаг муниципального образования посёлок Комарово                           | 30 сентября 2014             | 9813        |
| нет данных | Флаг муниципального образования муниципальный округ Комендантский аэродром |                              |             |
|            | Флаг муниципального образования муниципальный округ Константиновское       | 28 мая 2008                  | 4034        |
|            | Флаг муниципального образования муниципальный округ Красненькая речка      | 31 августа 2011              | 7125        |
|            | Флаг муниципального образования город Красное Село                         | 13 июня 2017                 | 11641       |
|            | Флаг муниципального образования муниципальный округ Кронверкское           | 29 января 2009               | 5047        |
|            | Флаг муниципального образования город Кронштадт                            | 24 августа 2006              | 2450        |
|            | Флаг муниципального образования муниципальный округ Купчино                | 15 ноября 2018               | 12040       |
| Л—М        |                                                                            |                              |             |
|            | Флаг муниципального образования муниципальный округ Лахта-Ольгино          | 6 июля 2005                  | 1977        |
|            | Флаг муниципального образования посёлок Левашово                           | 20 сентября 2006             | 2454        |
|            | Флаг муниципального образования муниципальный округ Лиговка-Ямская         | 18 марта 2010                | 5943        |
|            | Флаг муниципального образования посёлок Лисий Нос                          | 28 апреля 2009               | 4930        |
|            | Флаг муниципального образования муниципальный округ Литейный округ         | 2 апреля 2012                | 7708        |
|            | Флаг муниципального образования город Ломоносов                            | 16 августа 2007              | 3491        |
|            | Флаг муниципального образования муниципальный округ Малая Охта             | 15 февраля 2019              | 12661       |
|            | Флаг муниципального образования посёлок Металлострой                       | 21 июня 2011                 | 7129        |
|            | Флаг муниципального образования посёлок Молодёжное                         | 29 сентября 2008             | 4351        |
|            | Флаг муниципального образования муниципальный округ Морские ворота         | 17 ноября 2009               | 5665        |
|            | Флаг муниципального образования муниципальный округ Морской                | 20 декабря 2005              | 2089        |
|            | Флаг муниципального образования муниципальный округ Московская застава     | 21 апреля 2010               | 6225        |

| Флаг       | Наименование                                                            | Дата утверждения | Номер в ГГР |
| ---------- | ----------------------------------------------------------------------- | ---------------- | ----------- |
| Н—О        |                                                                         |                  |             |
| нет данных | Флаг муниципального образования муниципальный округ Нарвский округ      |                  |             |
|            | Флаг муниципального образования муниципальный округ Народный            | 14 марта 2007    | 3097        |
|            | Флаг муниципального образования муниципальный округ Невская застава     | 3 марта 2010     | 5876        |
|            | Флаг муниципального образования муниципальный округ Невский округ       | 26 января 2011   | 6697        |
| нет данных | Флаг муниципального образования муниципальный округ Новоизмайловское    |                  |             |
|            | Флаг муниципального образования муниципальный округ Обуховский          | 14 октября 2009  | 5659        |
|            | Флаг муниципального образования муниципальный округ Озеро Долгое        | 24 сентября 2008 | 4355        |
|            | Флаг муниципального образования муниципальный округ Оккервиль           | 18 января 2007   | 2815        |
|            | Флаг муниципального образования муниципальный округ Остров Декабристов  | 13 апреля 2015   | 10327       |
| П          |                                                                         |                  |             |
|            | Флаг муниципального образования город Павловск                          | 19 сентября 2007 | 3504        |
|            | Флаг муниципального образования посёлок Парголово                       | 24 августа 2005  | 2004        |
|            | Флаг муниципального образования посёлок Песочный                        | 7 декабря 2009   | 5798        |
|            | Флаг муниципального образования город Петергоф                          | 24 декабря 1998  | 459         |
|            | Флаг муниципального образования посёлок Петро-Славянка                  | 6 февраля 2012   | 7253        |
|            | Флаг муниципального образования муниципальный округ округ Петровский    | 24 июня 2010     | 6307        |
|            | Флаг муниципального образования муниципальный округ Пискарёвка          | 5 декабря 2005   | 2225        |
|            | Флаг муниципального образования муниципальный округ Полюстрово          | 17 февраля 2010  | 5945        |
|            | Флаг муниципального образования посёлок Понтонный                       | 17 мая 2007      | 3370        |
|            | Флаг муниципального образования муниципальный округ Пороховые           | 14 июля 2007     | 3372        |
|            | Флаг муниципального образования муниципальный округ Посадский           | 12 октября 2010  | 6516        |
|            | Флаг муниципального образования муниципальный округ Правобережный       | 21 февраля 2007  | 3099        |
|            | Флаг муниципального образования муниципальный округ Прометей            | 30 марта 2017    | 11496       |
| нет данных | Флаг муниципального образования муниципальный округ Пулковский меридиан |                  |             |
|            | Флаг муниципального образования город Пушкин                            | 25 марта 2010    | 5947        |
| Р          |                                                                         |                  |             |
|            | Флаг муниципального образования посёлок Репино                          | 3 августа 2006   | 2452        |
| нет данных | Флаг муниципального образования муниципальный округ Ржевка              |                  |             |
|            | Флаг муниципального образования муниципальный округ Рыбацкое            | 27 сентября 2006 | не внесен   |
| С          |                                                                         |                  |             |
|            | Флаг муниципального образования муниципальный округ Сампсониевское      | 9 июня 2009      | 4988        |
|            | Флаг муниципального образования посёлок Сапёрный                        | 20 февраля 2012  | 7515        |
|            | Флаг муниципального образования муниципальный округ Светлановское       | 25 ноября 2009   | 5800        |
|            | Флаг муниципального образования муниципальный округ Северный            | 8 сентября 2009  | 5661        |
|            | Флаг муниципального образования муниципальный округ Семёновский         | 6 апреля 2015    | 10329       |
|            | Флаг муниципального образования муниципальный округ Сенной округ        | 21 мая 2018      | 11914       |
|            | Флаг муниципального образования муниципальный округ Сергиевское         | 8 февраля 2011   | 6588        |
|            | Флаг муниципального образования посёлок Серово                          | 22 января 2009   | 4661        |
|            | Флаг муниципального образования город Сестрорецк                        | 24 июня 2004     | 1774        |
|            | Флаг муниципального образования муниципальный округ Смольнинское        | 15 марта 2012    | 7712        |
|            | Флаг муниципального образования посёлка Смолячково                      | 16 января 2009   | 4845        |
|            | Флаг муниципального образования посёлок Солнечное                       | 11 ноября 2008   | 4503        |
|            | Флаг муниципального образования муниципальный округ Сосновая Поляна     | 29 мая 2009      | 4986        |
| нет данных | Флаг муниципального образования муниципальный округ Сосновское          |                  |             |
|            | Флаг муниципального образования посёлок Стрельна                        | 17 августа 2010  | 6312        |
| Т—Ю        |                                                                         |                  |             |
|            | Флаг муниципального образования посёлок Тярлево                         | 11 октября 2007  | 3507        |
| нет данных | Флаг муниципального образования муниципальный округ Ульянка             |                  |             |
|            | Флаг муниципального образования муниципальный округ Урицк               | 18 марта 2009    | 5049        |
|            | Флаг муниципального образования посёлок Усть-Ижора                      | 30 июня 2020     | 13094       |
|            | Флаг муниципального образования посёлок Ушково                          | 22 октября 2008  | 4353        |
|            | Флаг муниципального образования муниципальный округ Финляндский округ   | 21 марта 2017    | 11500       |
|            | Флаг муниципального образования муниципальный округ Чёрная речка        | 16 апреля 2008   | 4027        |
|            | Флаг муниципального образования муниципальный округ Чкаловское          | 12 октября 2006  | 2460        |
|            | Флаг муниципального образования муниципальный округ Шувалово-Озерки     | 17 марта 2011    | 6699        |
|            | Флаг муниципального образования посёлок Шушары                          | 29 октября 2009  | 5653        |
|            | Флаг муниципального образования муниципальный округ Юго-Запад           | 23 мая 2013      | 8495        |
|            | Флаг муниципального образования муниципальный округ Южно-Приморский     | 25 ноября 2008   | 4501        |
|            | Флаг муниципального образования муниципальный округ Юнтолово            | 25 июня 2009     | 5657        |

## Упразднённые флаги
| Флаг | Наименование                                                          | Дата утверждения | Дата отмены     |
| ---- | --------------------------------------------------------------------- | ---------------- | --------------- |
|      | Флаг муниципального образования муниципальный округ Васильевский      | 23 мая 2013      | 17 октября 2013 |
|      | Флаг муниципального образования муниципальный округ № 71 (Волковское) | 11 марта 1999    | 1 февраля 2007  |
|      | Флаг муниципального образования муниципальный округ Гражданка         | 1 июня 2005      | 20 июля 2005    |
|      | Флаг муниципального образования муниципальный округ Дворцовый округ   | 6 июня 2011      | 15 мая 2012     |
|      | Флаг муниципального образования муниципальный округ Измайловское      | 19 сентября 2012 | 18 июня 2018    |
|      | Флаг муниципального образования город Ломоносов                       | 9 января 1998    | 16 августа 2007 |
|      | Флаг муниципального образования город Ломоносов                       | 8 мая 2005       |                 |
|      | Флаг муниципального образования посёлок Металлострой                  | 26 апреля 2011   | 21 мая 2011     |

| Флаг | Наименование                                                          | Дата утверждения            | Дата отмены     |
| ---- | --------------------------------------------------------------------- | --------------------------- | --------------- |
|      | Флаг муниципального образования муниципальный округ Невская застава   | 16 декабря 2009             | 3 марта 2010    |
|      | Флаг муниципального образования муниципальный округ Парнас            | 17 ноября 2010              | 8 февраля 2011  |
|      | Флаг муниципального образования муниципальный округ Прометей          | 12 мая 1998 25 октября 2005 |                 |
|      | Флаг муниципального образования посёлок Стрельна                      | 20 июня 1995                | 6 апреля 2010   |
|      | Флаг муниципального образования посёлок Стрельна                      | 6 апреля 2010               | 17 августа 2010 |
|      | Флаг муниципального образования посёлок Усть-Ижора                    | 9 июня 2000                 |                 |
|      | Флаг муниципального образования муниципальный округ Финляндский округ | 25 декабря 2007             | 19 апреля 2016  |
|      | Флаг муниципального образования муниципальный округ Финляндский округ | 19 апреля 2016              | 21 марта 2017   |
|      | Флаг муниципального образования муниципальный округ № 63 (Чкаловское) | 7 октября 1999              | 12 октября 2006 |